# Amparo Muñoz
Pour les articles homonymes, voir Muñoz.
Amparo Muñoz, née le 21 juin 1954 à Vélez-Málaga et décédée le 27 février 2011 à Malaga, est une actrice espagnole, élue Miss Espagne 1973 puis Miss Univers 1974.

## Biographie
Elle devint une célébrité instantanée en Espagne, aux côtés de Nino Bravo, Pedro Carrasco, Rocío Dúrcal, Rocío Jurado, Camilo Sesto, La Pandilla et d'autres célébrités espagnoles des années 1970, après sa victoire à Miss Univers avec une carrière fructueuse dans le show-business.
En 1979, elle joue dans la comédie Maman a cent ans, de Carlos Saura. Celle-ci a été suivie de représentations de Todo un hombre en 1982, Un paradis sous les étoiles en 1999 et El Tahur en 2003.
Dans les années 1990, elle revient au cinéma espagnol grand public avec le film Familia, de Fernando León de Aranoa.
Le 27 février 2011, Amparo décède d'un cancer.

## Filmographie

### Télévision
- 1968 : Hora once
- 1982 : Sonata de estío : Niña Chole
- 1976 : Las aventuras del Hada Rebeca
- 1983 : Las pícaras d'Alonso de Castillo Solórzano
- 1983 : Sonatas : Niña Chole
- 1987 : Vida privada : Concha Pujol
- 1989 : Brigada Central : Marisa
- 1993 : La intrusa : Gracia
- 2006 : El cas de la núvia dividida

### Cinéma
- 1973 : El diablo en persona
- 1974 : Tocata y fuga de Lolita d'Antonio Drove : Lolita Villar
- 1974 : Vida conyugal sana de Roberto Bodegas. : modèle publicitaire, comme Amparo Muñoz, miss Espagne
- 1975 : Sensualidad : Ana
- 1975 : Clara es el precio : Clara Valverde
- 1976 : Mauricio, mon amour : Doctora Verónica Anglada
- 1976 : Volvoreta de José Antonio Nieves Conde : Volvoreta
- 1976 : La otra alcoba : Diana.
- 1977 : Acto de posesión
- 1977 : Del amor y de la muerte
- 1979 : El tahúr
- 1979 : Maman a cent ans (Mamá cumple cien años) de Carlos Saura : Natalia
- 1979 : El anillo matrimonial : Alba
- 1979 : Presto agitato
- 1980 : Mírame con ojos pornográficos : Magdalena
- 1980 : Dedicatoria : Clara
- 1981 : Trágala, perro : Sor Patrocinio
- 1981 : Las siete cucas : Cresencia
- 1981 : Como México no hay dos
- 1981 : La mujer del ministro : Teresa
- 1981 : El gran triunfo
- 1982 : El gran mogollón
- 1982 : Hablamos esta noche
- 1982 : Si las mujeres mandaran (o mandasen) : Agustina
- 1983 : Sexo vs. sexo
- 1983 : Se me sale cuando me río
- 1983 : Todo un hombre : Laura Monteros
- 1984 : El balcón abierto : La mujer
- 1985 : La reina del mate : Cristina
- 1986 : Delirios de amor
- 1986 : Lulú de noche d'Emilio Martínez Lázaro : Nina
- 1987 : En penumbra : Helena
- 1987 : Los invitados : La catalana
- 1987 : Las dos orillas
- 1988 : Al acecho
- 1989 : La luna negra : Lilit
- 1996 : Familia de Fernando León de Aranoa : Carmen
- 1996 : Fotos : Rosa
- 1996 : Licántropo : El asesino de la luna llena : Dra. Mina Westenra
- 1997 : Elles : María
- 1999 : Tierra de cañones : La Cantero
- 2000 : Un paraíso bajo las estrellas : Olivia